# Storytelling fotografico
Lo storytelling fotografico è una particolare forma di storytelling che si prefigge di raccontare una storia attraverso l'uso della fotografia.

## Caratteristiche
Mediante l'uso di fotografie, opportunamente selezionate e ordinate in sequenza, l'autore intende raccontare una storia o un evento trasmettendo allo spettatore un messaggio e delle emozioni. Analogamente a quanto avviene nel cinema con il film, si usano delle immagini, che nel caso dello storytelling fotografico sono fisse. Questa caratteristica implica una scelta molto oculata delle immagini da utilizzare che devono esser messe in sequenza seguendo delle logiche dettate non solo da un eventuale ordine temporale dei fatti da narrare ma anche valutando similitudini, contrasti e geometrie presenti nelle fotografie.
La finalità dello storytelling fotografico va stabilita a priori: può trattarsi di un progetto puramente personale del fotografo che decide in autonomia di trattare uno o più temi mediante l'uso dello storytelling (per esempio un progetto di natura sociale) o di un lavoro su commissione, pubblica o privata, come nel caso di reportage realizzati per riviste specializzate oppure la documentazione di un matrimonio.

## Realizzazione
In linea generale, si possono riassumere le fasi successive dello sviluppo di uno storytelling fotografico in:
- Realizzazione delle immagini: in funzione della finalità del progetto, l'autore scatta le fotografie in luoghi, momenti, situazioni diversi, al fine di poter disporre di una buona quantità di immagini da utilizzare nelle fasi successive del lavoro.
- Editing delle fotografie: è la fase di selezione delle fotografie che risultano essere più adatte alla sequenza pensata valutando attentamente qualità, colori, formati, geometrie e soggetti. Alla fine di questo processo si ricava una serie di immagini potenzialmente tutte utilizzabili per il racconto.
- Realizzazione della sequenza:  partendo dalle immagini editate, si individuano le fotografie di apertura e chiusura della sequenza e le "immagini chiave" che fungono da colonna portante del racconto. L'accostamento delle fotografie viene eseguito valutando le analogie e differenze in termini di colori, geometrie, formati e soggetti presenti nelle immagini. In altri casi si possono seguire logiche legate allo svolgimento temporale degli eventi, come nel caso dello storytelling di matrimonio per esempio.
- Correzione colore: lo scopo di questo processo è di rendere coerenti le fotografie della sequenza e di creare un'atmosfera visiva che veicoli anche delle emozioni, giocando per esempio sul diverso impatto prodotto da una fotografia in bianco e nero rispetto a una a colori.
- Finalizzazione della sequenza: lo storytelling viene presentato o consegnato sotto forma di slideshow oppure stampato.